# Echinocamptus baikalensis
Echinocamptus baikalensis är en kräftdjursart som beskrevs av Borutsky 1931. Echinocamptus baikalensis ingår i släktet Echinocamptus och familjen Canthocamptidae. Inga underarter finns listade i Catalogue of Life.